# Actinidia latifolia
Actinidia latifolia är en tvåhjärtbladig växtart som först beskrevs av George Gardner och Champ., och fick sitt nu gällande namn av Elmer Drew Merrill. Actinidia latifolia ingår i släktet aktinidiasläktet, och familjen Actinidiaceae. Utöver nominatformen finns också underarten 